# I Was a Criminal
I Was a Criminal, auch bekannt unter den Zweittiteln Passport to Heaven und The Captain from Koepenick, ist ein 1941 gedrehtes und 1945 erschienenes, US-amerikanisches Filmdrama. Zehn Jahre nach seiner gefeierten Inszenierung Der Hauptmann von Köpenick drehte der Regisseur Richard Oswald eine weitgehend unbekannt gebliebene Neuverfilmung mit Albert Bassermann in der Titelrolle, den dieser „als widerspenstigen, sich der allgegenwärtigen, autoritären Staatsmacht widersetzenden Querkopf darstellte – eine Interpretation, die sicherlich auch seine eigene Überzeugung als Emigrant und Flüchtling vor dem NS-Regime widerspiegelte.“

## Handlung
Die Handlungsabfolge orientiert sich weitgehend an der Hauptmann von Köpenick-Fassung Oswalds aus dem Jahr 1931. Unterschiedlich ist der Name des Schusters Wilhelm Voigt, der hier „Volck“ heißt.
Schuhmacher Wilhelm Volck wird nach Jahren der Zuchthaushaft entlassen. Die neue Freiheit ist ihm unbekannt, er versucht sich in dieser ihm fremd gewordenen Welt erst einmal zurechtzufinden. Doch der Schuster gerät rasch in die Mühlen preußischer Behördenwillkür. Um einen Pass zu bekommen, muss er eine Arbeit haben, doch die Arbeit bekommt er erst, wenn er einen Pass besitzt. Niemand in der preußisch-deutschen Bürokratie fühlt sich bemüßigt, ihm zu helfen, alles läuft streng nach Vorschrift. Um dem Teufelskreis zu entgehen, bricht Volck aus purer Verzweiflung in ein Polizeirevier ein, in der Hoffnung, dort die dringend benötigten Papiere zu ergattern.
Wieder wird er erwischt und muss für weitere Jahre hinter Gitter. Als er erneut in die Freiheit entlassen wird, hat sich an der Ausgangssituation nichts verändert. Doch jetzt kommen ihm seine Kenntnisse über Uniformen und Dienstgrade zugute. Volck erwirbt eine Hauptmannsuniform, übernimmt kurzerhand bei vorbeimarschierenden Wachsoldaten das Kommando und fährt nach Köpenick. Dort nimmt er handstreichartig das Rathaus ein und beschlagnahmt die Gemeindekasse.

## Produktionsnotizen

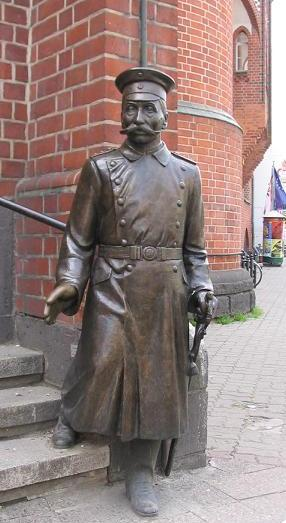
Die Statue von Wilhelm Voigt als Hauptmann von Köpenick vor dem Rathaus Köpenick

Gedreht wurde dieser Film unter dem Arbeitstitel Captain from Koepenick im Herbst 1941, jedoch konnte weder Oswald noch der Produzent einen Verleih finden, der bereit war, diesen Film in die Kinos zu bringen. Als Grund für die Ablehnung eines urdeutschen Stoffes wird die massiv antideutsche Stimmung in den USA seit Kriegseintritt im Dezember 1941 vermutet. So erfolgte die Uraufführung von I Was a Criminal erst am 1. Januar 1945, doch auch zu diesem Zeitpunkt blieb der Film von der Kritik nahezu komplett unbeachtet.
I Was a Criminal ist einer von nur drei Kinofilmen, die der betagte Emigrant Oswald in Hollywood inszenieren konnte. Eine Reihe von deutschsprachigen Anti-Hitler-Flüchtlingen, darunter auch Bassermanns jüdische Ehefrau Else, deretwegen er Deutschland 1934 verlassen hatte, und der Filmarchitekt Rudi Feld, der hier als technischer Berater eingestellt tätig war, wirkten an dieser künstlerisch ambitionierten Billigproduktion, die für rund 350.000 $ in den Talisman Studios entstand, mit.
Die Filmbauten stammen von Frank Paul Sylos, Oswalds 22-jähriger Sohn Gerd, der sich am Szenenbild beteiligte, assistierte überdies dem Vater.
In Deutschland wurde der Film nie öffentlich aufgeführt, es existiert daher auch keine Synchronfassung. Zuletzt wurde I Was a Criminal am 14. März 2013 im Rahmen des Syracuse Cinefest gezeigt.

## Kritiken
Der Film wurde von der zeitgenössischen Kritik kaum wahrgenommen. Über die Dreharbeiten veröffentlichte der als Kolumnist für den Aufbau arbeitende Hans Kafka einige Zeilen im Rahmen seiner Rubrik Hollywood Calling.
Kay Weniger erinnerte in seiner Oswald-Biografie in 'Es wird im Leben dir mehr genommen als gegeben …' an Oswalds große Schwierigkeiten, in Hollywood gute Filme drehen zu können: „Von seinen dortigen Filmen ist nur seine kaum gezeigte US-Variation seines alten 'Hauptmanns von Köpenick'-Stoffes, „I Was a Criminal“, mit einem ausgezeichnet aufspielenden Albert Bassermann in der Titelrolle, von Belang. Der einem amerikanischen Publikum jedoch kaum vermittelbare Filmstoff -- thematisiert wurden preußischer Militarismus, Untertanengeist und Demokratiemangel -- fand viele Jahre lang keinen Verleiher und wurde erst zum Jahresbeginn 1945 uraufgeführt.“
Jan-Christopher Horak schrieb: „Dabei ist der Film eine beachtliche Leistung der Regie. Die Architektur Berlins ist zusammengesetzt aus Dokumentarfilmaufnahmen und Atelierbauten, und die Kameraführung rückt durch Licht und Schatten die Symbole der Macht immer wieder ins Bild: In einer Einstellung wird das allgegenwärtige Bild des Kaisers durch Schatten zum Führerporträt umgestaltet. Doch die Geschichte vom einfachen Schuhmacher […], die preußische Mentalität des autoritären Militarismus und bürokratischen Gehorsams, die Verzweiflung des Arbeits- und Paßlosen, der immer wieder abgewiesen wird, all dies war den Amerikanern völlig fremd im Vorkriegsjahr 1941. […] Im Gegensatz zu Max Adalbert (1931) und Heinz Rühmann (1956), die den Schuster als „kleinen Mann“ spielten, ist Bassermann trotz eines starken sprachlichen Akzents aufmüpfig, trotzig und zornig, immer die Staatsmacht in Frage stellend, mit dem Bewußtsein eines von den Nazis Exilierten: eine hinreißende Darstellung, die den Film als den vielleicht deutschesten aller Exilfilme ausweist.“